# قسم نيوان الريفي (مقاطعة غلبايغان)
قسم نيوان الريفي (بالفارسية: دهستان نیوان) هي منطقة سكنية تقع في البلدة المركزية في إيران. يقدر عدد سكانها بـ 5,358 نسمة .